# Paectes leucotrigona
Paectes leucotrigona là một loài bướm đêm trong họ Noctuidae.